# Canton de Marseille-Les Olives
Le canton de Marseille Les Olives est une ancienne division administrative française située dans le département des Bouches-du-Rhône, dans l'arrondissement de Marseille. Ancien canton de Marseille XVII, créé en 1973.

## Composition
Le canton de Marseille-Les Olives se composait d’une fraction de la commune de Marseille. Il comptait 34 060 habitants (population municipale) au 1er janvier 2012.
| Nom                   | Code Insee | Intercommunalité                   | Population (dernière pop. légale)                |
| --------------------- | ---------- | ---------------------------------- | ------------------------------------------------ |
| Marseille (chef-lieu) | 13055      | Métropole d'Aix-Marseille-Provence | Fraction : 34 060(2012) Commune : 862 211 (2016) |

Quartiers de Marseille inclus dans le canton (partie du 13e arrondissement) :
- Saint-Mitre
- Château-Gombert
- La Croix-Rouge
- Les Olives
- Palama
- Les Médecins
- Les Mourets
- La Batarelle
- Notre-Dame-de-Consolation

## Représentation
| Période                                  | Période | Identité                             | Étiquette | Qualité |
| ---------------------------------------- | ------- | ------------------------------------ | --------- | --- |
| 1973                                     | 2011    | Marius Masse                         | PS        | Ingénieur des travaux publics Député (1981-1986 et 1988-2002)                                                                              |
| 2011                                     | 2015    | Christophe Masse (fils du précédent) | PS        | Employé d'un laboratoire pharmaceutique Conseiller municipal de Marseille depuis 2001 Député (2002-2007) Vice-président du Conseil général |
| Les données manquantes sont à compléter. |         |                                      |           | |

## Photo du canton
|  |  |

## Démographie
| 1982 | 1990   | 1999   | 2006   | 2011   | 2012   |
| ---- | ------ | ------ | ------ | ------ | ------ |
| -    | 50 352 | 49 290 | 31 123 | 33 737 | 34 060 |